# Lê Như Hổ
Lê Như Hổ sinh năm 1511 mất năm 1581 tại làng Tiên Châu, huyện Tiên Lữ, tỉnh Hưng Yên, nay là thôn Lê Như Hổ, xã Hồng Nam, thành phố Hưng Yên, tỉnh Hưng Yên. Thi đỗ Tiến sĩ năm Quang Hoà thứ nhất đời vua Mạc Phúc Hải.

## Lịch sử
Ông làm quan đến chức Thượng thư, được phong hàm Thiếu bảo, tước Tuấn quận công, rồi về trí sĩ, thọ đến 72 tuổi.
Ông có thân hình cao lớn đẫy đà, nhà nghèo mà hiếu học, ăn thì cực khỏe, mỗi bữa ăn hết một nồi bảy cơm mà chưa no nên được phong là Trạng ăn.
Trong chính sử không thấy nói ông đi sứ Trung Quốc nhưng theo giai thoại dân gian thì khi còn đương chức, ông có đi sứ nhà Minh. Do nói lời khẳng khái làm phật ý vua Minh mà vua Minh cho người dùng sơn trám mù mắt. Ông lấy được giống Đỗ đen và giấu vào chỗ kín đem về. Cho nên đỗ đen không dùng để cúng, tế.